# جک راس (بازیکن فوتبال)
جان جیمز راس معروف به جک راس (به انگلیسی: Jack Ross) (متولد ۵ ژوئن ۱۹۷۶) یک مربی حرفه‌ای فوتبال اهل اسکاتلند و بازیکن سابق تیم ملی اسکاتلند است که در حال حاضر مربی ساندرلند است.

## توضیحات
راس در دوران بازیگری خود، در پستهای مدافع و هافبک بازی کرد. از سال ۱۹۹۲ تا ۱۹۹۵ او برای تیم جوانان Dundee و Forfar Athletic بازی کرد. قبل از رفتن به لیگ برتر اسکاتلند در Camelon Juniors بازی می‌کرد. او پس از بازگشت به اسکاتلند لیگ فوتبال در سال ۱۹۹۹ با کلاید بازی می‌کرد.